# 仙泉客運站
仙泉客運站位於越南平陽省以安市平勝坊，是胡志明市都市鐵路1號線的一個車站，亦為該線路的終點站。 2024年12月22日正式啟用。

## 車站概況

### 歷史
本站於2024年12月22日與胡志明市都市鐵路1號線一同正式啟用。

### 車站樓層
全站除地面層外僅設有一層，包括：
- L1層（地上一層）：島式月臺L1 1號線濱城方向乘車區。
- G層（地面層）：售票區、商業區、技術設備區、閘機區。

### 站線佈置
| L1 月臺  | 月臺 1                                 | ← L1 1號線 濱城方向 （下站：國家大學） |
| 島式月臺 |                                        |                                        |
| 月臺 2   | ← L1 1號線 濱城方向 （下站：國家大學） |                                        |
| G        | 地面層                                 | 售票區、商業區、技術設備區、閘機區     |

## 鄰近地點
- 胡志明市東部客運站